# Mnesibulus lineolatus
Mnesibulus lineolatus är en insektsart som beskrevs av Carl Stål 1877. Mnesibulus lineolatus ingår i släktet Mnesibulus och familjen syrsor. Inga underarter finns listade i Catalogue of Life.